# Stantonia magnifica
Stantonia magnifica är en stekelart som beskrevs av Van Achterberg 1987. Stantonia magnifica ingår i släktet Stantonia och familjen bracksteklar. Inga underarter finns listade i Catalogue of Life.